# Ecpetala aspersata
Ecpetala aspersata là một loài bướm đêm trong họ Geometridae.